# Rock My World
Rock My World (engelska: Global Heresy) är en brittisk-kanadensisk långfilm från 2002 i regi av Sidney J. Furie, med Peter O'Toole, Joan Plowright, Alicia Silverstone och Jaimz Woolvett i rollerna.

## Handling
Rockbandet Global Heresy som blivit av med sin frontfigur och basist mitt under turnén, så bandet hyr in en ny tjej (Alicia Silverstone) som ska ersätta honom.
De bor en vecka i England hos Lord (Peter O'Toole) och Lady Foxley (Joan Plowright). Precis innan lord och lady Foxley ska ge sig i väg så inser de att tjänarna som ska tjäna Global Heresy inte har kommit. Så då tar de tjänarrollerna.

## Rollista
| Peter O'Toole         | – Lord Foxley      |
| Joan Plowright        | – Lady Foxley      |
| Alicia Silverstone    | – Nat              |
| Jaimz Woolvett        | – Leo              |
| Keram Malicki-Sánchez | – Flit             |
| Christopher Bolton    | – Carl             |
| Lochlyn Munro         | – Dave             |
| Martin Clunes         | – James Chancellor |
| Amy Phillips          | – Georgia          |
| Alex Karzis           | – Ben              |
| Carlo Rota            | – Tony Manson      |
| Ian Downie            | – Benson           |
| Helen Beavis          | – Margaret         |